# 韩固
韩固（？—？），姬姓，韩氏，名固，是韩起的孙子，一说是韩须的儿子，晋国大夫。
前514年，晋国的祁氏和羊舌氏被六卿消灭。中军将魏献子将祁氏的封邑分为七个县，魏献子认为韩固是卿的庶子中不失职、能够保住家业的人，提拔他担任马首大夫。